# Schroeteriaster alpinus
Schroeteriaster alpinus är en svampart som beskrevs av Magnus 1896. Schroeteriaster alpinus ingår i släktet Schroeteriaster, ordningen Pucciniales, klassen Pucciniomycetes, divisionen basidiesvampar och riket svampar.   Inga underarter finns listade i Catalogue of Life.